# Broadway Girls
«Broadway Girls» — песня американского рэпера Lil Durk при участии кантри-певца Моргана Уоллена. Он был выпущен на лейбле Alamo 17 декабря 2021 года как второй сингл с альбома 7220 (2021). Песня была спродюсирована Charlie Handsome и стала первой коллаборацией между исполнителями. «Broadway Girls» — это песня в стиле хип-хоп и кантри-дрилл, а также первый раз, когда Уоллен спел трэп-бит.

## История
1 октября 2021 года Уоллен разместил тизер клипа в Instagram с подписью: «Я не знаю, что это и для чего, но звучит неплохо». Он объяснил, что источником вдохновения послужила улица Бродвей в Нашвилле, а текст песни повествует о посещении бара SoBro, принадлежащего американскому исполнителю кантри Джейсону Олдину. В песне Уоллен описывает «ночь в центре Нэшвилла с девушкой, которую он встретил в „Aldeans“».

## Отзывы
TMZ написал, что «это больше хип-хоп, чем кантри». Филиз Мустафа из HITC прокомментировала, что «кроссовер рэпа и кантри удивительно хорошо сочетает характерные голоса и стили Моргана и Lil Durk».

## Коммерческий успех
«Broadway Girls» дебютировал под номером 14 в Billboard Hot 100, став самой рейтинговой песней Durk в качестве ведущего исполнителя. Она также дебютировала на первом месте в чарте Billboard Hot R&B/Hip-Hop Songs, сделав Уоллена четвёртым в истории кантри-исполнителем, достигшим этой вершины в Hot R&B/Hip-Hop Songs и имевшим чарттопперы в Hot Country Songs.
Песня также стала вирусной на видеохостинге TikTok, где у нее более 84,5 миллионов просмотров.

## Музыкальное видео
Официальное музыкальное видео, режиссерами которого выступили Jerry Productions и Джастин Клаф, было выпущено 20 декабря 2021 года. Оно было снято на улице Бродвей в Нашвилле, которая была перекрыта для съёмок. Durk и Уоллен посещают бар Джейсона Олдина Kitchen + Rooftop, а также прогуливаются по пустому кварталу Бродвея.

## Чарты
| Чарт (2021—2022)                      | Высшая позиция |
| ------------------------------------- | -------------- |
| Канада (Billboard Canadian Hot 100)   | 27             |
| Мир (Billboard Global 200)            | 32             |
| Новая Зеландия (RMNZ)                 | 8              |
| США (Billboard Hot 100)               | 14             |
| США (Billboard Hot R&B/Hip-Hop Songs) | 1              |

| Чарт (2022)                          | Позиция |
| ------------------------------------ | ------- |
| Canada (Canadian Hot 100)            | 92      |
| US Billboard Hot 100                 | 81      |
| US Hot R&B/Hip-Hop Songs (Billboard) | 18      |

## Сертификации
| Регион                                                                      | Сертификация | Продажи   |
| --------------------------------------------------------------------------- | ------------ | --------- |
| США (RIAA)                                                                  | Платиновый   | 1 000 000 |
| Данные о продажах + прослушиваниях приведены только на основе сертификации. |              |           |